# Tuotuo He
| Tibetische Bezeichnung          |
| ------------------------------- |
| Tibetische Schrift: ཐོག་ཐོག་ཆུ་    |
| Wylie-Transliteration: dmar chu |
| Chinesische Bezeichnung         |
| Vereinfacht: 沱沱河             |
| Pinyin:Tuótuó Hé                |

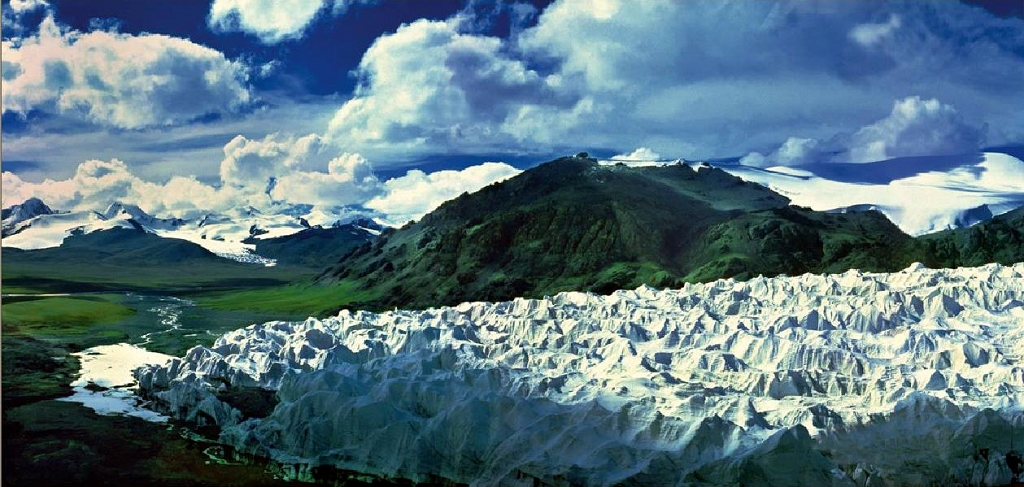
„Quelle des Jangtsekiang“

Der Tuotuo He oder Tuotuo-Fluss (chinesisch 沱沱河, Pinyin Tuótuó hé; engl. T’uo-t’uo River u. a.) ist ein Fluss im Quellgebiet des Jangtsekiang.
Er besitzt zwei Quellflüsse: der östliche entspringt südwestlich des schneebedeckten Geladandong im westlichen Tanggula Shan im Südwesten der chinesischen Provinz Qinghai. Das Ende des Gletschers liegt auf ca. 5.500 m Höhe.
Seinen mongolischen Namen Ulan Moron/Ulaan Mörön „Roter Fluss“ trägt er wegen seines rotbraunen Wassers. Er gilt als der Ursprung des Jangtsekiang. Der Tuotuo He ist 375 km lang.
Die Qinghai-Tibet-Bahn führt über die Große Brücke des Jangtsekiang-Quellgebiets ▼ (長江源特大橋 / 长江源特大桥, englisch Changjiangyuan Grand Bridge – „Erste Jangtsekiang-Brücke“) mit einer Länge von 1.389,6 m über den Fluss.